# Jens Christian Grøndahl

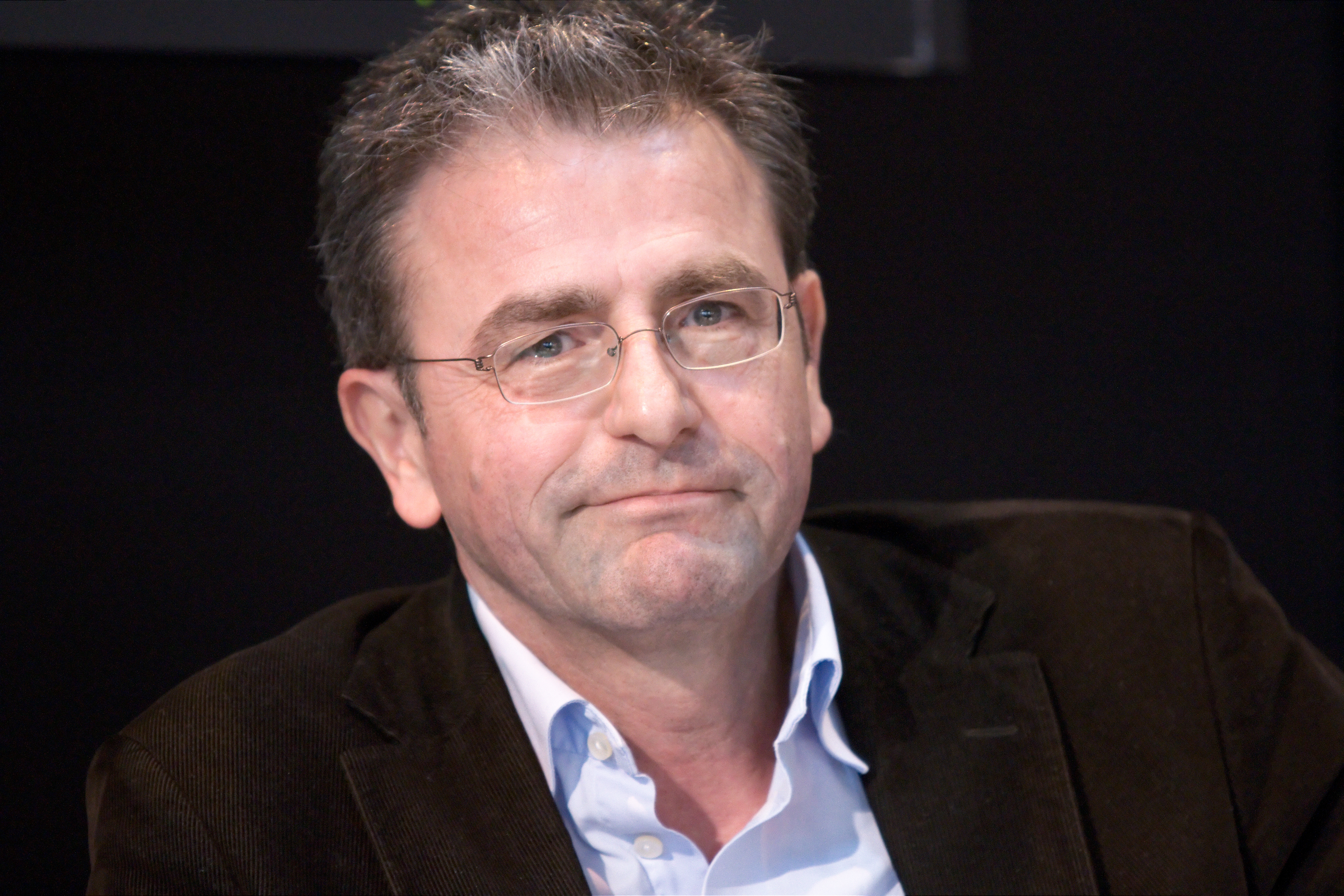
Jens Christian Grøndahl

Jens Christian Grøndahl (Lyngby, 9 november 1959) is een Deens schrijver.

## Loopbaan
Grøndahl studeerde van 1977 tot 1979 filosofie aan de Universiteit van Kopenhagen en werd daarna aan Den Danske Filmskole opgeleid tot filmregisseur als studiegenoot van Lars von Trier. Na zijn afstuderen in 1983 gaf hij de voorkeur aan een schrijverscarrière. Van 1997 tot 1999 was hij dramaturg bij het Aarhus Teater.
Zijn eerste boek, het realistisch geschreven Kvinden i midten, verscheen na een verblijf in Noord-Italië in 1985. Daarna volgde met regelmatige intervallen een vijftiental andere romans. Hij schreef daarnaast twee toneelstukken en teksten voor de radio. Liefde en in de loop van de tijd verblekende menselijke relaties vormen in zijn werk een leidend thema. In zijn essaybundels reflecteert hij niet alleen op zijn schrijverschap, maar ook op vraagstukken van politiek en cultuur.  
In 1990-1991 was hij vicepresident van de PEN-club in Denemarken. Zijn werk werd in binnen- en buitenland genomineerd voor en bekroond met verschillende literaire prijzen. Hij ontving onder meer een driejarig stipendium van het Deense Staats-kunstfonds in 1990, De Gyldne Laurbær in 1999 en de Søren Gyldendal-prijs in 2007. Hij stond met zijn boek An altered light (Et andet lys) in 2006 op de shortlist voor de International IMPAC Dublin Literary Award.

## Opspraak
In 2017 kwam Grøndahl in opspraak door een uitglijder. Over de door de Deense uitvinder Peter Madsen vermoorde Zweedse journaliste Kim Wall merkte hij in een tweegesprek met Jørgen Leth op: "Het is NOOIT de schuld van een vrouw als een man besluit haar aan te vallen. Maar, dat gezegd hebbende... nou, als ik kijk naar de foto van het slachtoffer, hoe ze zich laat fotograferen, hoe ze in de camera kijkt... kan ik er niet omheen dat dit een meisje is dat problemen zoekt". Nadat hierover grote ophef ontstond trok hij zijn woorden in en bood excuses aan. Volgens literatuurcritici zou de verwijzing naar MeToo in zijn roman Inde fra stormen (De storm) uit 2019 gelezen kunnen worden als een indirecte vorm van zelfrechtvaardiging.